# Forcipomyia scitula
Forcipomyia scitula är en tvåvingeart som beskrevs av Maurice Emile Marie Goetghebuer 1935. Forcipomyia scitula ingår i släktet Forcipomyia och familjen svidknott.
Artens utbredningsområde är Kongo. Inga underarter finns listade i Catalogue of Life.